# 2-Bromobutà
El 2-bromobutà, també anomenat bromur de sec-butil o metiletilbromometà, és un halogenur d'alquil. És un líquid incolor amb una olor agradable. Com que l'àtom de carboni connectat al brom està connectat amb altres dos carbonis, la molècula es coneix com a halogenur d'alquil secundari. El 2-bromobutà és quiral i, per tant, es pot obtenir com a qualsevol dels dos enantiòmers designats com a (R)-(−)-2-bromobutà i (S)-(+)-2-bromobutà.
El 2-bromobutà és relativament estable, però és tòxic i inflamable. Quan es tracta amb una base forta, és propens a patir una reacció E2, una reacció d'eliminació bimolecular, que dona predominantment 2-butè. El 2-bromobutà és nociu si s'ingereix. Pot irritar i cremar la pell i els ulls.

## Història
El 2-bromobutà s'utilitza àmpliament en síntesi orgànica com a reactiu per a la introducció d'un grup funcional bromur (Br-) en una molècula orgànica. Una de les reaccions més comunes que involucra el 2-bromobutà és la substitució nucleòfila, on l'ió bromur és reemplaçat per un altre grup funcional nucleòfil. Aquesta reacció és important a la síntesi de compostos orgànics més complexos.
El 2-bromobutà també té aplicacions a la indústria farmacèutica i en la fabricació de productes químics especialitzats.

## Propietats
El 2-bromobutà té un punt de congelació de -50 °C, el punt d'ebullició és de 91,2 °C, el punt de fusió és de -112 °C i el punt d'inflamació és de 21,1 °C, quan s'escalfa fins a la seva descomposició emet vapors tòxics de bromur d'hidrogen. És un compost incolor, soluble amb alcohol i èter i insoluble amb l'aigua, té una densitat d'1,2425 g/cm3 a 25 °C, per tant, és més dens que l'aigua.

## Usos
S'utilitza en la síntesi de no nucleòsids, també com a dissolvent i com a intermedi en la síntesi orgànica. Reacciona amb l'àcid cianhídric per preparar la sal de sodi per obtenir cianur i és una matèria primera important utilitzada per preparar el reactiu de Grignard reaccionant amb magnesi.

## Toxicitat
El 2-bromobutà és un agent oxidant i és capaç d'alliberar radicals lliures d'oxigen de l'aigua de les mucoses i això provoca vapor de brom i aquest irrita o danya les mucoses els símptomes que, aquests vapors produeixen danys als teixits tan forts que causa cremades en la pell, L'ió de bromur és un despressor del sistema nirviós central i l'exposició crònica produeix efectes neuronals això es diu bromisme i provoquen reaccions centrals que poden arribar al coma, caquèxia, exicosi, pèrdua de reflexos o reflexos patològics, convulsions clònices, tremolor, atàxia, pèrdua de sensibilitat neural, parèsia, edema papil·lar dels ulls, parla anormal, edema cerebral, deliri, agressivitat i psicosi.